# Srneći Dol
Srneći Dol (cyr. Срнећи Дол) – wieś w Serbii, w okręgu pczyńskim, w gminie Vladičin Han. W 2011 roku liczyła 29 mieszkańców.